# Leveäsaari (ö i Norra Österbotten)
Leveäsaari är en halvö i Finland. Den ligger i sjön Rukajärvi och i kommunen Kuusamo i den ekonomiska regionen  Koillismaa ekonomiska region  och landskapet Norra Österbotten, i den nordöstra delen av landet, 700 km norr om huvudstaden Helsingfors.